# Fähunden
Fähunden, tidigare även känd som Livat på landet i Sverige, på originalspråk Footrot Flats, är en nyzeeländsk dagspresserie av Murray Ball. På svenska har serien publicerats i egna album och som biserie i Lilla Fridolf.
Fähunden är en tecknad serie gjord av den nyzeeländske serietecknaren Murray Ball. Den fanns från 1975 till 1994 i tidningar runt om i världen och opublicerade seriestripar gavs ut i bokform fram till år 2000. Totalt finns 27 numrerade böcker (som samlar tidningsstriparna tillsammans med ytterligare material), vidare åtta böcker där man samlat söndagstidningsstripar, fem mindre pocketböcker med originalmaterial samt olika övriga publikationer.
Det finns även en scenmusikal om figuren, en animerad film som heter "Footrot Flats: the Dog’s Tail Tale" och till och med en temapark på Nya Zeeland.
Serien nådde sin största popularitet i mitten av 1980-talet, när böcker såldes i miljonupplagor i Australasien.
Vid olika tillfällen försökte Ball använda olika skäl för att avsluta serien, inklusive hans egen hunds död, liksom missnöje med den nyzeeländska politiken.
Serien handlade om livet för Wal Footrots fårhund "Dog" (som ju bara betyder "hund" men det är alltså den som heter "Fähunden" på svenska) på deras farm Footrot Flats. Där dyker andra figurer, människor som djur, upp. Dogs (Fähundens) tankar finns i tankebubblor men han är helt klart en hund inte ett förmänskligat djur som man finner i andra likartade serier. Humorn baseras på svagheter hos karaktärerna, vilket många, speciellt farmarna själva, fann lätt att känna igen i sin omgivning. Det var mycket av humor i motgång och skämt med det dagliga arbetet på en farm.
Huvudfiguren är en border collie som anser sig själv tuff men egentligen är ganska vek och ofta feg. Han har ett riktigt namn men hatar det och stoppar hela tiden alla försök att avslöja det. (I den svenska översättningen kallas han dock ofta för "Flippen"). Halva poängen med ursprungsserien - och delvis vad som ger den unicitet - är att huvudfiguren, ”Dog”, inte har något (officiellt) egennamn. Hunden försöker, t o m handgripligt, att hindra den som är på väg att uttala hundens namn.
Murray Ball hävdade att inspirationen till Dog kom från hans egen farmarhund Finn, men det är lite svårt att förklara eftersom serien hade funnits i flera år innan Finn föddes!

## Figurgalleri
- Fårhunden Flippen, som alltså i originalet, och i vissa svenska utgivningar, inte har något namn. Man får aldrig veta hans riktiga namn för han avskyr det och gör vad som helst för att få folk att inte säga det. Han tror att han är tuff men egentligen är han vek och feg. Hans husse heter Flopp.
- Husse Flopp, storväxt fårfarmare, stöttepelare i ortens rugbylag. Han är godmodig men lite slarvig med sitt hushåll. Flopp är också mycket duktig på att bygga stängsel.
- Faster, obestämd äldre släkting.
- Frida, Flopps lilla brorsdotter, som ofta kommer till gården och hälsar på. Har ibland med sig en lillebror.
- Flora, Flopps otroligt kurviga flickvän, som Flippen envist (med en viss framgång) försöker mota bort.
- Katten Fräs, gårdens supertuffing, som ingen vågar knysta emot. Lär också ha en förebild i en av upphovsmannens kattor.
- Tiken Freja, som emellanåt får valpar med drag av Flippen, och däremellan sitter i den oåtkomliga "löplådan"
- Flopps jakthund, Furiren, storväxt, men inte fullt så tuff som han ser ut. Rival när det gäller Freja.
- Fasters corgie, Prins Charles, liten bortskämd trasselsudd till hund.
- Den åldrige baggen Farfar, som nätt och jämnt har krafter att sköta sina plikter.
- Diverse mer eller mindre folkilskna djur, som Geten, Tjuren, Kalkonen, Gåsen och de Irländska grannarnas hundar, vilka liksom sina hussar, Murphys, "skjuter först och frågar sen"
- Den gode grannen Filip, naturälskare, plöjer inte med traktor utan med sina ardennerhästar.
- Fritte, grannpojke som dyker upp ibland - speciellt när Frida är och hälsar på.

## Utgivning på svenska
- "Fähunden nr 1. Arg som en hund!", Carlsen, 1991
- "Fähunden nr 2. Det var inte jag!"
- "Fähunden nr 3. Ingen dans på rosor!", Carlsen, 1993
- "Att vara eller ...vadå?!", Semic, 1994